# Portret van een zittende vrouw met zakdoek
Portret van een zittende vrouw met zakdoek is een schilderij uit het atelier van Rembrandt van Rijn uit ca. 1644, dat wordt toegeschreven aan Carel Fabritius.

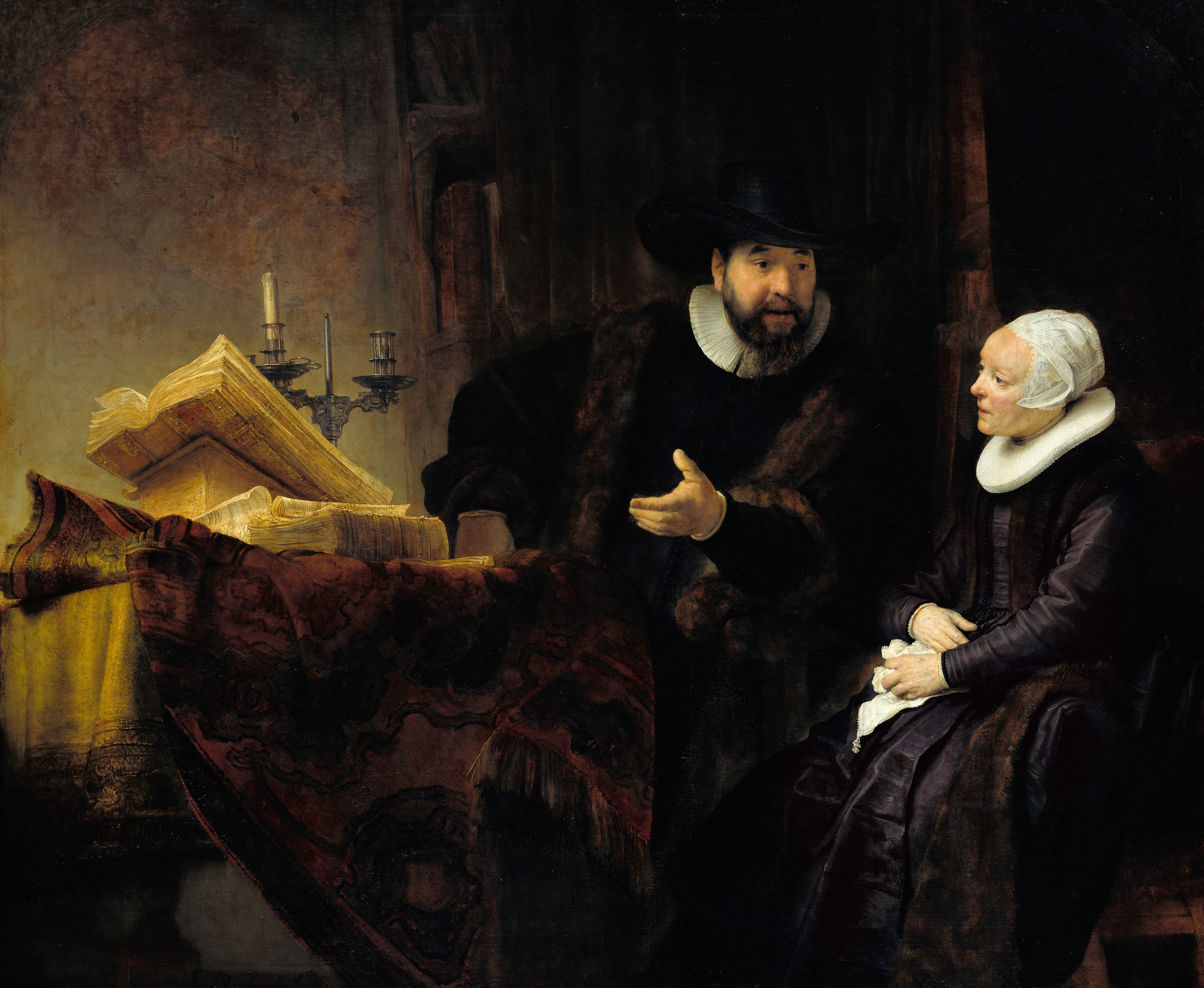
Rembrandt, Dubbelportret van de doopsgezinde predikant Cornelis Claesz. Anslo en zijn vrouw Aaltje Gerritsdr. Schouten, 1641, Gemäldegalerie, Berlijn

Het portret behoort tot een kleine groep schilderijen die vroeger op naam van Rembrandt stonden, maar volgens het Rembrandt Research Project eerder jeugdwerken van Carel Fabritius lijken te zijn. De schilderijen zijn variaties op originele werken van Rembrandt. In dit geval heeft de schilder zich mogelijk laten inspireren door Rembrandts dubbelportret van de doopsgezinde predikant Cornelis Anslo en zijn vrouw Aaltje Schouten uit 1640-1641, vooral wat betreft de gedraaide houding en de manier waarop ze de zakdoek vasthoudt. Volgens het Rembrandt Research Project lijkt het een iets later werk dan de pendantportretten in de collectie van de hertog van Windsor, en daarmee zou de twijfelachtige signatuur toch het juiste jaartal (1644) kunnen aangeven.

## Herkomst
Het schilderij werd op 7 augustus 1811 in Amsterdam geveild. Het was afkomstig uit de collectie L.B. Coclers. Daarna wordt het vermeld in Rome op 17-18 maart 1845 (veiling van de kunstverzameling van kardinaal Fesch) en in Londen (veiling bij Christie's van de collectie van Sir G.L. Holford, Dorchester House, Park Lane, Londen). In 1956 schonk R.Y. Eaton uit Toronto het schilderij aan de Art Gallery of Ontario.